# Station Serock
Station Serock is een spoorwegstation in de Poolse plaats Serock.